# Windows 3.1x
Windows 3.1x (nume de cod: Janus) este o serie de sisteme de operare pe 16 biți produse de compania americană Microsoft, lansată la 18 martie 1992. În 1994 a apărut un upgrade: Windows 3.2, versiune vândută numai în limba chineză. A fost succedat de Windows 95.
Windows 3.1x este un sistem de operare fără interfață avansată pentru utilizator, dar fiind posibilă instalarea unei interfețe shell gen Calmira (v. http://www.calmira.net/) pe 16 biți care permite administrarea fișierelor.